# Gong Byung-min
Gong Byung-min (kor. 공병민 ;ur. 4 lipca 1991) – południowokoreański zapaśnik walczący w stylu wolnym. Zajął piętnaste miejsce na mistrzostwach świata w 2018 roku.
Brązowy medalista igrzysk azjatyckich w 2018 i dwunasty w 2022. Mistrz Azji w 2021 roku.
Absolwent Dong-a University w Pusan.